# Routes nationales du Vietnam
Les routes nationales (en vietnamien : Quốc lộ, en abrégé QL) sont les routes reliant la capitale Hanoï aux centres administratifs provinciaux, les routes reliant les centres administratifs provinciaux de trois localités ou plus, les routes reliant les ports maritimes internationaux, les aéroports internationaux, les postes frontières internationaux au Vietnam.

## Gestion
Les routes nationales sont gérées par le gouvernement vietnamien. 
Elles sont marqués par des bornes blanches avec un sommet rouge. 
Sur les panneaux de direction, ils sont  depuis 2015 désignés par des marqueurs noirs sur blancs,.

## Liste des routes nationales
| #   | Nom                 | Code  | longueur (km) | Parcours                                       | Croisements     |
| --- | ------------------- | ----- | ------------- | ---------------------------------------------- | --------------- |
| 1   | Route nationale 1   |       | 2 395         | Lạng Sơn - Cà Mau                              | , QL.36, QL.9D, |
| 2   | Route nationale 1B  |       | 148,5         | Lạng Sơn - Thái Nguyên                         | ,               |
| 3   | Route nationale 1C  |       | 17,3          | Khánh Hòa                                      |                 |
| 4   | Route nationale 1D  |       | 35            | Bình Định - Phú Yên                            |                 |
| 5   | Route nationale 1K  |       | 21            | Hô-Chi-Minh-Ville - Đồng Nai                   |                 |
| 6   | Route nationale 2   |       | 300           | Hà Nội - Hà Giang                              | ,               |
| 7   | Route nationale 2B  |       | 50            | Vĩnh Phúc                                      | ,               |
| 8   | Route nationale 2C  |       | 117           | Hà Nội - Tuyên Quang                           | ,               |
| 9   | Route nationale 3A  |       | 330           | Hà Nội - Cao Bằng                              | ,               |
| 10  | Route nationale 3B  |       | 128           | Bắc Cạn - Lạng Sơn                             | ,               |
| 11  | Route nationale 3C  |       | 117           | Thái Nguyên - Bắc Cạn                          | ,               |
| 12  | Nouvelle route 3    |       | 103,8         | Hà Nội - Thái Nguyên                           | ,               |
| 13  | Route nationale 4A  |       | 128           | Lạng Sơn - Cao Bằng                            | ,               |
| 13  | Route nationale 4B  |       | 93            | Lạng Sơn - Quảng Ninh                          | ,               |
| 14  | Route nationale 4C  |       | 214           | Hà Giang - Cao Bằng                            |                 |
| 15  | Route nationale 4D  |       | 191           | Lai Châu - Lào Cai                             | ,               |
| 16  | Route nationale 4E  |       | 44            | Lào Cai                                        | ,               |
| 17  | Route nationale 4G  |       | 122           | Sơn La - Lào                                   |                 |
| 18  | Route nationale 4H  |       | 200           | Điện Biên - Lào                                |                 |
| 19  | Route nationale 5A  |       | 116           | Hà Nội - Hải Phòng                             | , , 18, ,       |
| 20  | Route nationale 5B  |       | 105,5         | Đồng Nai - Lâm Đồng                            |                 |
| 21  | Route nationale 6A  |       | 471           | Hà Nội - Điện Biên                             | ,               |
| 22  | Route nationale 6B  |       | 33            | Sơn La (Thuận Châu)                            | ,               |
| 23  | Route nationale 7A  |       | 219           | Nghệ An (Diễn Châu - Kỳ Sơn)                   | ,               |
| 24  | Route nationale 7B  |       | 44,9          | Nghệ An (Diễn Châu - Thanh Chương)             |                 |
| 25  | Route nationale 8   |       | 85            | Hà Tĩnh (Hồng Lĩnh - Cầu Treo)                 | ,               |
| 26  | Route nationale 8B  |       | 29            | Hà Tĩnh (Hồng Lĩnh - Nghi Xuân)                |                 |
| 27  | Route nationale 9A  |       | 83            | Quảng Trị (Đông Hà - Lao Bảo)                  | ,               |
| 28  | Route nationale 9B  |       | 37            | Quảng Bình (Đồng Hới - Lệ Thủy)                | ,               |
| 29  | Route nationale 9C  |       | 10            | Quảng Trị (Đông Hà)                            | ,               |
| 30  | Route nationale 10  |       | 215           | Quảng Ninh - Thanh Hóa                         | ,               |
| 31  | Route nationale 12  |       | 206           | Lai Châu - Điện Biên                           | ,               |
| 32  | Route nationale 12A |       | 117           | Quảng Bình (Ba Đồn - Cha Lo)                   | ,               |
| 33  | Route nationale 12B |       | 141           | Ninh Bình - Hòa Bình                           | ,               |
| 34  | Route nationale 12C |       | 98            | Hà Tĩnh - Quảng Bình                           | , , 12A,        |
| 35  | Route nationale 13  |       | 143           | Hô-Chi-Minh-Ville - Bình Phước                 | ,               |
| 36  | Route nationale 14  |       | 980           | Quảng Trị - Bình Phước                         | ,               |
| 37  | Route nationale 14B |       | 74            | Đà Nẵng - Quảng Nam                            | ,               |
| 38  | Route nationale 14C |       | 375           | Kon Tum - Đăk Nông                             | ,               |
| 39  | Route nationale 14D |       | 75            | Quảng Nam (Nam Giang)                          |                 |
| 40  | Route nationale 14E |       | 90            | Quảng Nam (Thăng Bình - Phước Sơn)             | ,               |
| 41  | Route nationale 14G |       | 66            | Quảng Nam - Đà Nẵng                            |                 |
| 42  | Route nationale 15  |       | 729           | Hòa Bình - Quảng Trị                           | ,               |
| 43  | Route nationale 15B |       | 44            | Hà Tĩnh (Can Lộc - Cẩm Xuyên)                  | ,               |
| 44  | Route nationale 15C |       | 127           | Thanh Hóa (Bá Thước - Mường Lát)               | ,               |
| 45  | Route nationale 15D |       | 12,2          | Quảng Trị (ĐaRông)                             |                 |
| 46  | Route nationale 16  |       | 44            | Quảng Bình (Đồng Hới - Bố Trạch)               |                 |
| 47  | Route nationale 17  |       | 150           | Hà Nội - Thái Nguyên                           | ,               |
| 48  | Route nationale 18  |       | 317           | Hà Nội - Quảng Ninh                            | ,               |
| 49  | Route nationale 18C |       | 45            | Quảng Ninh (Bình Liêu - Tiên Yên)              |                 |
| 50  | Route nationale 19  |       | 229           | Bình Định - Gia Lai                            | ,               |
| 51  | Route nationale 19B |       | 59            | Bình Định (Nhơn Hội - Phú Phong)               | ,               |
| 52  | Route nationale 19C |       | 182           | Bình Định - Đăk Lăk                            | ,               |
| 53  | Route nationale 20  |       | 268           | Đồng Nai - Lâm Đồng                            | , 55, ,         |
| 54  | Route nationale 21A |       | 195           | Hà Nội - Nam Định                              | ,               |
| 55  | Route nationale 21B |       | 210           | Hà Nội - Ninh Bình                             | ,               |
| 56  | Route nationale 22A |       | 58            | Hô-Chi-Minh-Ville - Tây Ninh                   | ,               |
| 57  | Route nationale 22B |       | 183           | Tây Ninh (Gò Dầu - Tân Biên)                   |                 |
| 58  | Route nationale 23  |       | 23            | Hà Nội - Vĩnh Phúc                             | ,               |
| 59  | Route nationale 24  |       | 168           | Quảng Ngãi - Kon Tum                           | ,               |
| 60  | Route nationale 24B |       | 108           | Quảng Ngãi (Bình Sơn - Ba Tơ)                  | ,               |
| 61  | Route nationale 24C |       | 71            | Quảng Ngãi - Quảng Nam (Bình Sơn - Bắc Trà My) | ,               |
| 62  | Route nationale 25  |       | 192           | Phú Yên - Gia Lai                              | ,               |
| 63  | Route nationale 26  |       | 151           | Khánh Hòa - Đắc Lắk                            | ,               |
| 64  | Route nationale 26B |       | 12            | Khánh Hòa (Ninh Hòa)                           |                 |
| 65  | Route nationale 27  |       | 277           | Đăk Lăk - Ninh Thuận                           | ,               |
| 66  | Route nationale 27B |       | 53            | Ninh Thuận - Khánh Hòa                         | ,               |
| 67  | Route nationale 27C |       | 121           | Khánh Hòa - Lâm Đồng                           | ,               |
| 68  | Route nationale 28  |       | 314           | Bình Thuận - Đăk Nông                          | ,               |
| 69  | Route nationale 28B |       | 71            | Bình Thuận - Lâm Đồng                          | ,               |
| 70  | Route nationale 29  |       | 178           | Phú Yên - Đăk Lăk                              | ,               |
| 71  | Route nationale 30  |       | 120           | Tiền Giang - Đồng Tháp                         |                 |
| 72  | Route nationale 31  |       | 154           | Lạng Sơn - Bắc Giang                           | ,               |
| 73  | Route nationale 32  |       | 382           | Hà Nội - Lai Châu                              | ,               |
| 74  | Route nationale 32B |       | 20            | Phú Thọ - Sơn La                               | ,               |
| 75  | Route nationale 32C |       | 78            | Phú Thọ - Yên Bái                              | ,               |
| 76  | Route nationale 34  |       | 265           | Cao Bằng - Hà Giang                            | ,               |
| 77  | Route nationale 35  |       | 6             | Ninh Bình (Tp Ninh Bình)                       | ,               |
| 78  | Route nationale 36  | QL.36 | 29            | Nghệ An                                        |                 |
| 79  | Route nationale 37  |       | 470           | Thái Bình - Sơn La                             | ,               |
| 80  | Route nationale 37B |       | 139           | Thái Bình - Hà Nam                             | ,               |
| 81  | Route nationale 37C |       | 73,5          | Nam Định - Hòa Bình                            | ,               |
| 82  | Route nationale 38  |       | 87            | Bắc Ninh - Hà Nam                              | ,               |
| 83  | Route nationale 38B |       | 145           | Hải Dương - Ninh Bình                          | ,               |
| 84  | Route nationale 39A |       | 110           | Bắc Ninh - Thái Bình                           | ,               |
| 85  | Route nationale 39B |       | 74            | Hưng Yên - Thái Bình                           | ,               |
| 86  | Route nationale 40  |       | 21            | Kon Tum (Ngọc Hồi)                             |                 |
| 87  | Route nationale 40B |       | 210           | Quảng Nam - Kon Tum                            | ,               |
| 88  | Route nationale 43  |       | 113           | Sơn La (Phù Yên - Mộc Châu)                    | ,               |
| 89  | Route nationale 45  |       | 134           | Ninh Bình - Thanh Hóa                          | ,               |
| 90  | Route nationale 46A |       | 107           | Nghệ An (Cửa Lò - Đô Lương)                    | ,               |
| 91  | Route nationale 46B |       | 25            | Nghệ An (Đô Lương)                             | ,               |
| 92  | Route nationale 47  |       | 61            | Thanh Hóa (Sầm Sơn - Thọ Xuân)                 | ,               |
| 93  | Route nationale 48A |       | 170           | Nghệ An (Diễn Châu - Quế Phong)                | ,               |
| 94  | Route nationale 48B |       | 25            | Nghệ An (Quỳnh Lưu)                            | ,               |
| 95  | Route nationale 48C |       | 123           | Nghệ An (Quỳ Hợp - Tương Dương)                | ,               |
| 96  | Route nationale 48E |       | 213           | Nghệ An (Hoàng Mai - Nghi Lộc)                 | ,               |
| 97  | Route nationale 49  |       | 98            | Thừa Thiên Huế (Phú Vang - A Lưới)             | , HCM           |
| 98  | Route nationale 49B |       | 105           | Quảng Trị - Thừa Thiên Huế                     | ,               |
| 99  | Route nationale 49C |       | 24            | Quảng Trị (Quảng Trị - Hải Lăng)               | ,               |
| 100 | Route nationale 50  |       | 88            | Hô-Chi-Minh-Ville - Tiền Giang                 |                 |
| 101 | Route nationale 51  |       | 79            | Đồng Nai - Bà Rịa - Vũng Tàu                   | ,               |
| 102 | Route nationale 52  |       | 31            | Hô-Chi-Minh-Ville - Đồng Nai                   | ,               |
| 103 | Route nationale 53  |       | 168           | Vĩnh Long - Trà Vinh                           | ,               |
| 104 | Route nationale 54  |       | 155           | Đồng Tháp - Trà Vinh                           | ,               |
| 105 | Route nationale 55  |       | 233           | Bà Rịa - Vũng Tàu - Lâm Đồng                   | ,               |
| 106 | Route nationale 55B |       | 39            | Bình Thuận (Tánh Linh - Hàm Tân)               | ,               |
| 107 | Route nationale 56  |       | 51            | Bà Rịa - Vũng Tàu - Đồng Nai                   |                 |
| 108 | Route nationale 57  |       | 105           | Vĩnh Long - Bến Tre                            | ,               |
| 109 | Route nationale 60  |       | 115           | Tiền Giang - Sóc Trăng                         | ,               |
| 110 | Route nationale 61  |       | 96            | Hậu Giang - Kiên Giang                         | ,               |
| 111 | Route nationale 61B |       | 41            | Cần Thơ - Sóc Trăng                            |                 |
| 112 | Route nationale 62  |       | 93            | Long An (Tân An - Kiến Tường)                  | ,               |
| 113 | Route nationale 63  |       | 115           | Kiên Giang - Cà Mau                            | ,               |
| 114 | Route nationale 70  |       | 185           | Phú Thọ - Lào Cai                              | ,               |
| 115 | Route nationale 70B |       | 52            | Phú Thọ - Hòa Bình                             | ,               |
| 116 | Route nationale 71  |       | 41            | Hà Tĩnh (Hương Sơn - Vũ Quang)                 | ,               |
| 117 | Route nationale 80  |       | 215           | Vĩnh Long - Kiên Giang                         | ,               |
| 118 | Route nationale 91  |       | 145           | Cần Thơ - An Giang                             | ,               |
| 119 | Route nationale 91B |       | 16            | Cần Thơ (Cái Răng - Ô Môn)                     | ,               |
| 120 | Route nationale 91C |       | 34            | An Giang (Châu Đốc - Long Bình)                |                 |
| 121 | Route nationale 100 |       | 21            | Lai Châu (Phong Thổ)                           | ,               |
| 122 | Route nationale 217 |       | 195           | Thanh Hóa (Hà Trung - Quan Sơn)                | ,               |
| 123 | Route nationale 279 |       | 931           | Quảng Ninh - Điện Biên                         | ,               |
| 124 | Route nationale N1  |       | 235           | Long An - Kiên Giang                           | ,               |
| 125 | Route nationale N2  |       | 440           | Bình Dương - Kiên Giang                        | ĐHCM ,          |
| 126 | Nam Sông Hậu        |       | 134           | Cần Thơ - Bạc Liêu                             | ,               |
| 127 | Quản Lộ -Phụng Hiệp |       | 122           | Hậu Giang - Cà Mau                             | ,               |
|     | Longueur totale     |       | 18 520 km     |                                                |                 |

## Galerie

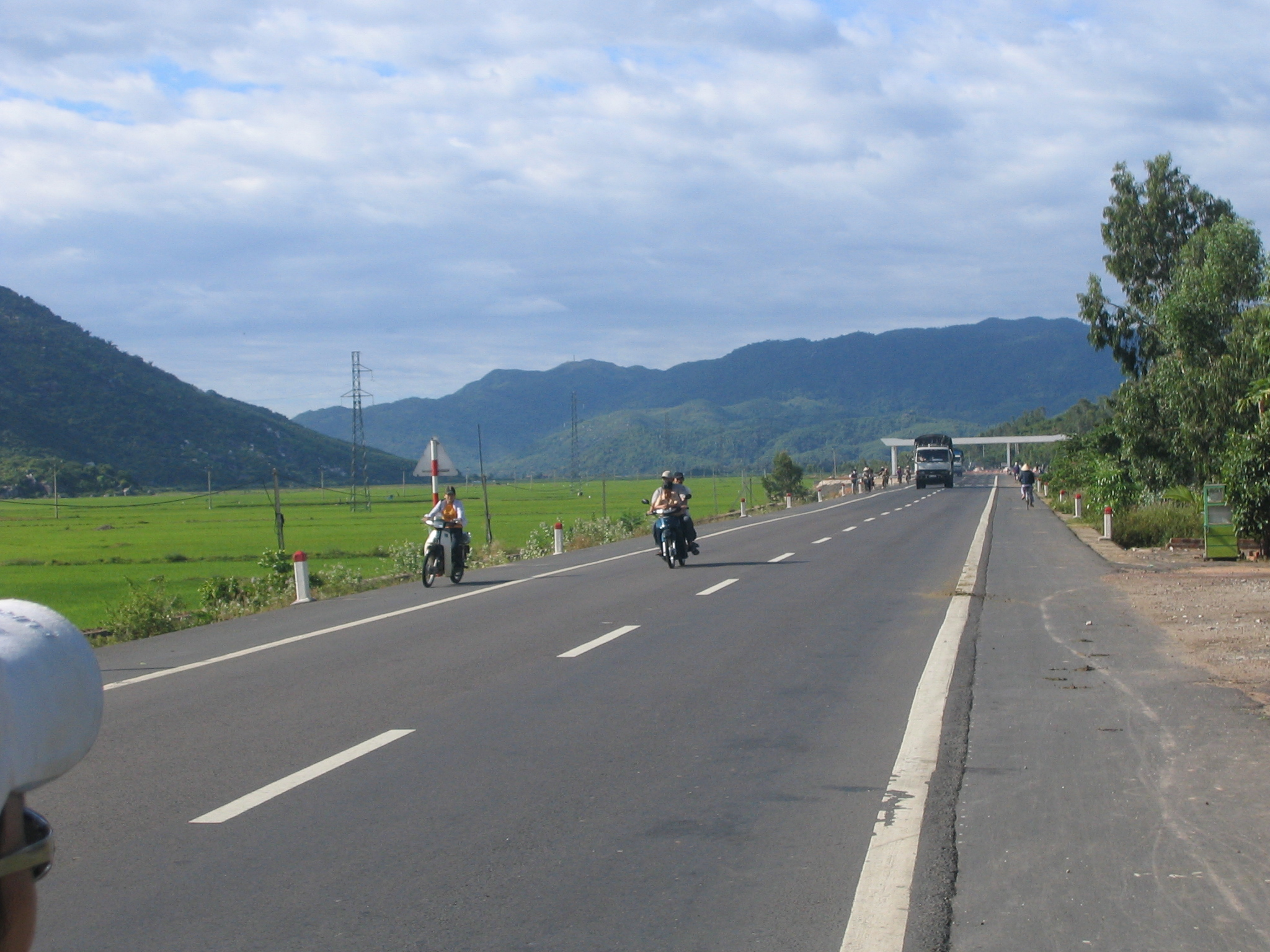
La nationale 1 entre  Phú Yên et Khánh Hòa.
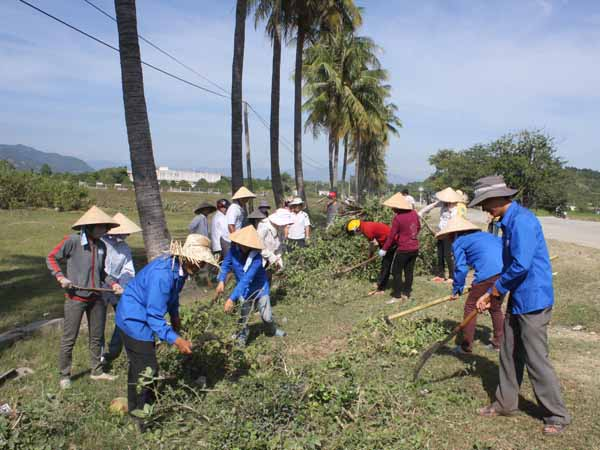
La nationale 27.
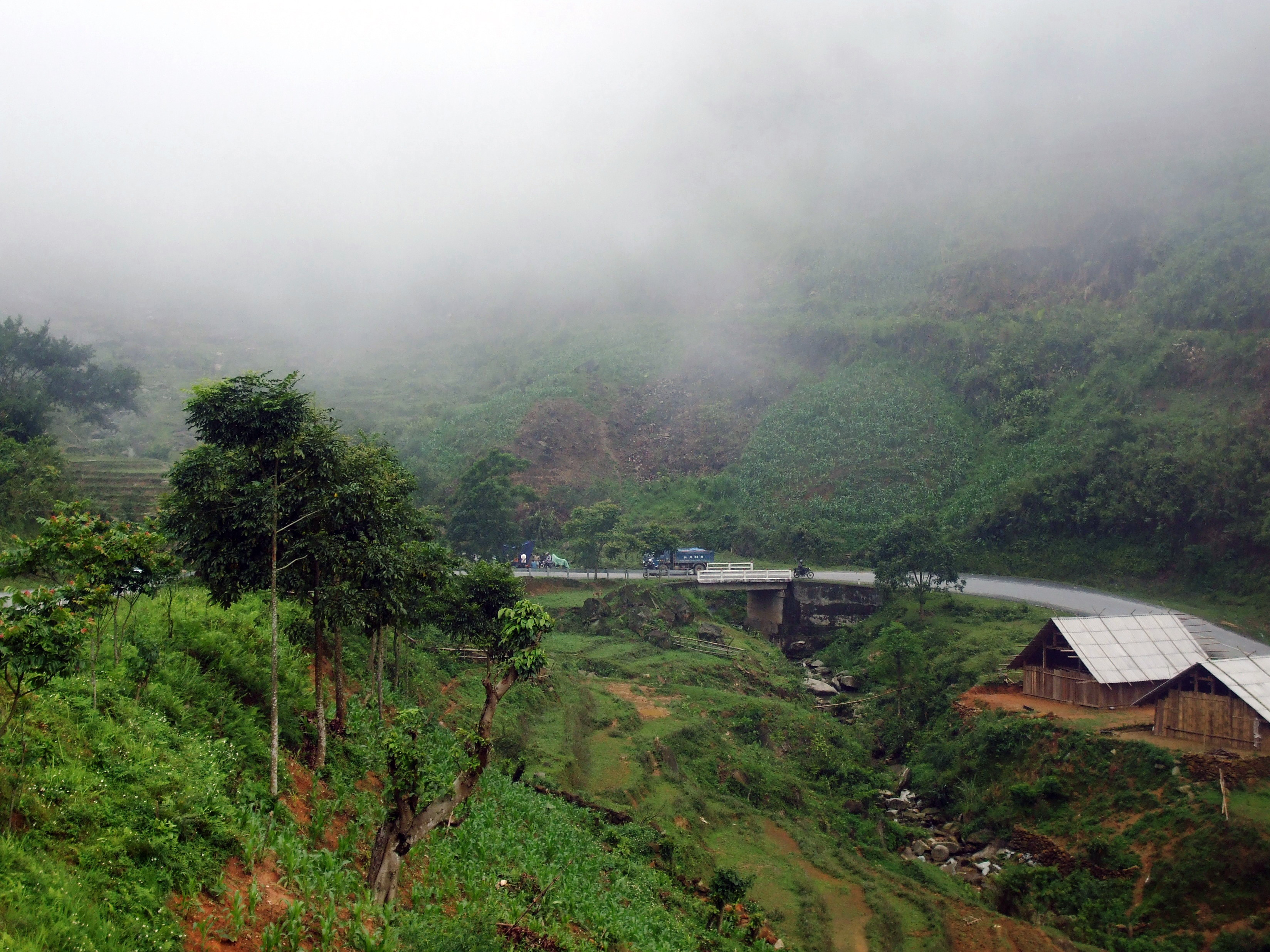
La route 4D, à Muong Khuong, province de Lao Cai.
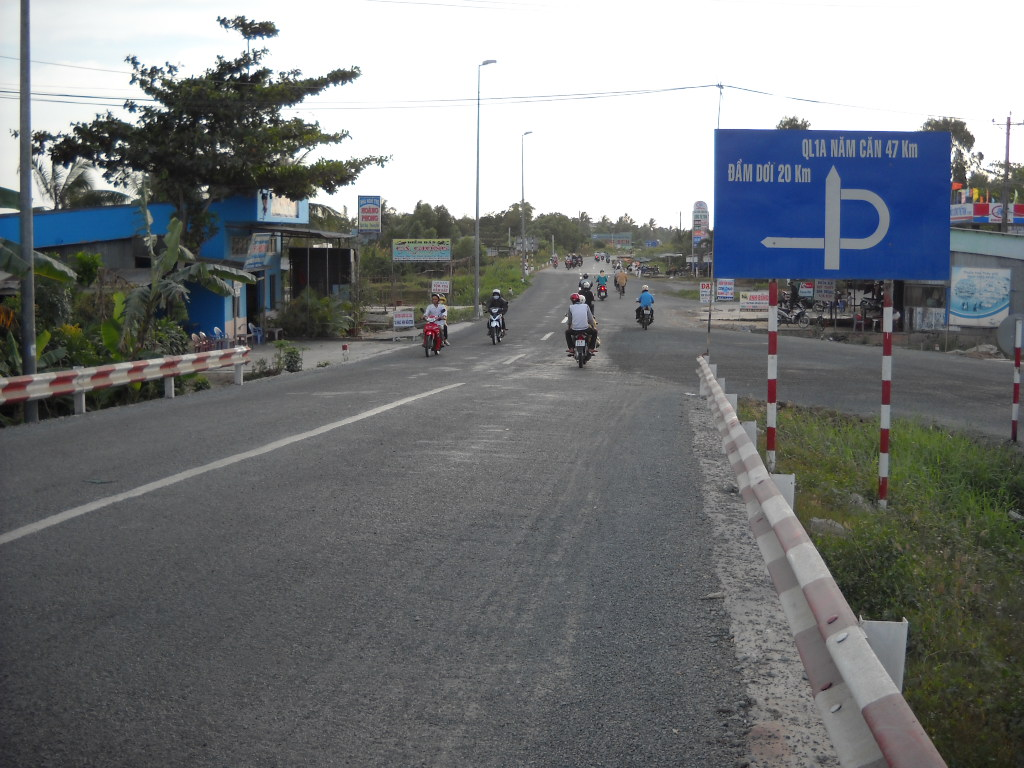
1 entre Cà Mau et Năm Căn.
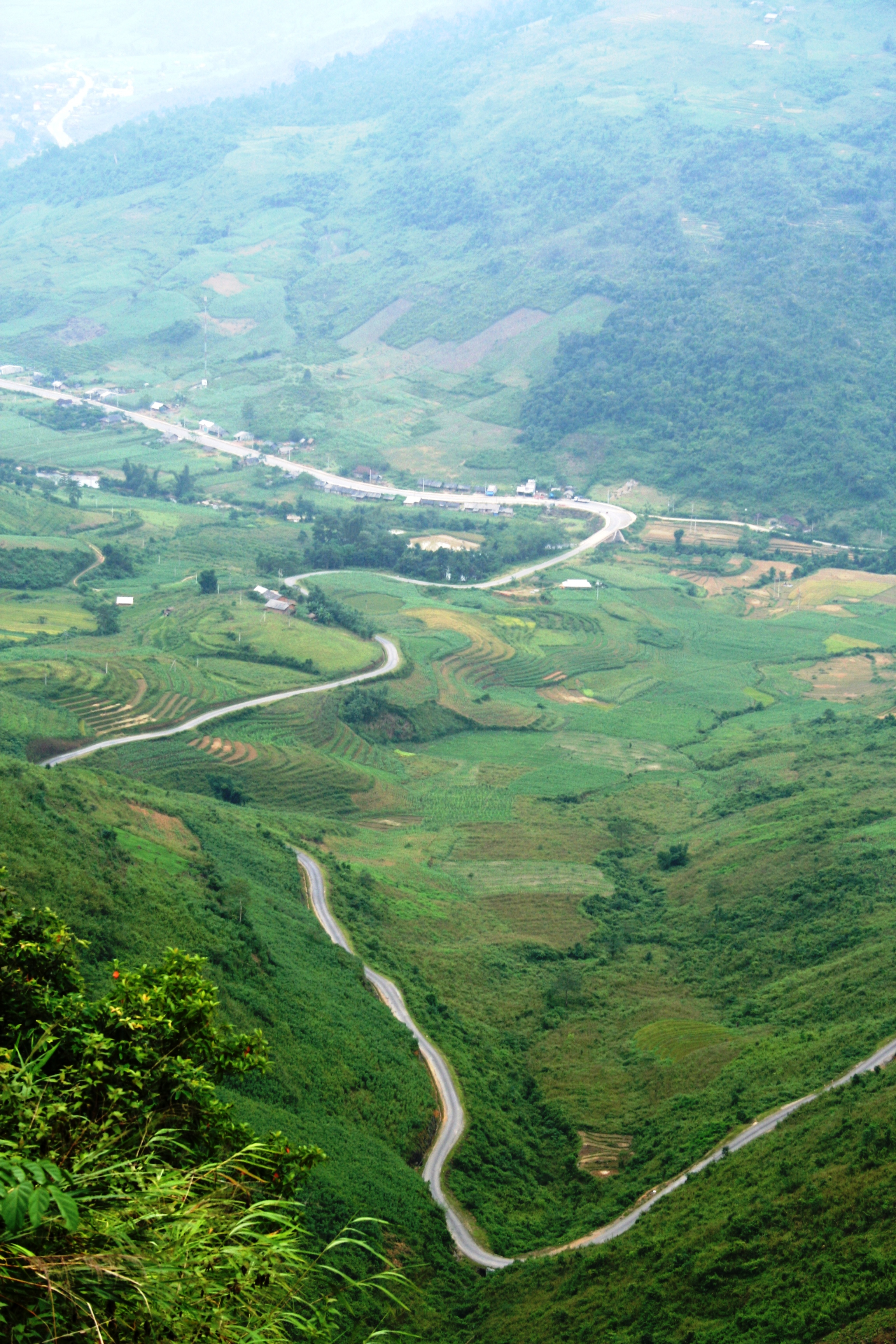
La route nationale 4C, vue du col de Bắc Sum dans la province de Ha Giang.